# Нові Каниці
Нові Каниці (пол. Nowe Kanice) — село в Польщі, у гміні Окса Єнджейовського повіту Свентокшиського воєводства.
Населення — 143 особи (2011).
У 1975-1998 роках село належало до Келецького воєводства.

## Демографія
Демографічна структура на день 31 березня 2011 року:
|          | Загалом | Допрацездатний вік | Працездатний вік | Постпрацездатний вік |
| -------- | ------- | ------------------ | ---------------- | -------------------- |
| Чоловіки | 81      | 22                 | 52               | 7                    |
| Жінки    | 62      | 9                  | 39               | 14                   |
| Разом    | 143     | 31                 | 91               | 21                   |